# André 3000
Андре Лорен Бенджамин (англ. André Lauren Benjamin; род. 27 мая 1975 года, Атланта, Джорджия, США), известный под сценическим именем André 3000 — американский рэпер, певец, флейтист и актёр известный тем, что он был участником хип-хоп-дуэта «Outkast» наряду с Big Boi. Как актёр, Бенджамин появлялся в ряде фильмов и телесериалов, включая «Щит», «Будь круче!», «Револьвер», «Полупрофессионал», «Кровь за кровь», а также в роли Джими Хендрикса в одноимённом фильме. В настоящее время он играет Фредвинна в сериале-антологии AMC «Послания из другого мира».
Кроме музыки и кино, Бенджамин также занимается предпринимательством и защитой прав животных. Весной 2008 года он запустил линию одежды под названием Benjamin Bixby. Также он известен работой над мультсериалом Cartoon Network «Класс 3000».
В 2013 году Complex включил Бенджамина в свой список 10 лучших рэперов 2000-х годов, а в 2015 Billboard в список 10 величайших рэперов всех времён.

## Ранние годы
Бенджамин родился в Атланте (штат Джорджия) и был единственным ребёнком матери-одиночки Шэрон Бенджамин-Ходо (умерла в 2013 году), которая торговала недвижимостью. Отец Андре — Лоуренс Харви Уокер (умер в 2014 году), агент по сбору платежей. Андре вырос в Атланте, Ист-Пойнте и Бэнкхеде. Бенджамин посещал начальную школу Сары Смит, среднюю школу Саттон, старшую школу Нортсайд и старшую школу Трай-Сити.

## Музыкальная карьера

### Outkast: 1992—2007 годы
В старшей школе Бенджамин (который тогда выступал под псевдонимом André) познакомился с Антуаном Паттоном (Big Boi). Бенджамин и Паттон объединились и создали группу «Outkast». Вскоре после выпуска из школы, «Outkast» были подписаны на лейбл «LaFace» в Атланте и выпустили свой дебютный альбом «Southernplayalisticadillacmuzik» в 1994 году. Благодаря успеху сингла «Player’s Ball», к концу года альбом стал платиновым, и «Outkast» была признана лучшей новой рэп-группой 1995 года на премии The Source.
На своих следующих двух альбомах, «ATLiens» (1996) и «Aquemini» (1998), «Outkast» экспериментировали со звуком, добавляя элементы трип-хопа, соула и джангла. На альбомы также повлияло возвращение к традиционным жанрам чёрной музыки, причём фанк является наиболее ярким примером. Стиль и лирика «Outkast» снова получили коммерческое и критическое признание. С учётом того, что в альбоме «ATLiens» дуэт изображает себя инопланетянами, лирика Бенджамина, в частности, была отмечена своим сюрреалистическим оттенком космической эры: «футуристическая, странная и эксцентричная персона, спроецированная Dre даёт возможность превзойти более ярко выраженные характеристики гангстеров и сутенёров, роль которых так часто принимают чернокожие рэп-артисты». Во время записи этих альбомов Бенджамин занялся гитарой, живописью и начал встречаться с певицей Эрикой Баду.
На четвёртом альбоме «Outkast», «Stankonia» (2000), Бенджамин представил свой новый псевдоним André 3000 (в основном, чтобы его не путали с Dr. Dre и для создания новой персоны после расставания с Баду), а группа увеличила популярность с помощью сингла «Ms. Jackson», который занял первое место в Billboard Hot 100. Песня была написана после расставания Бенджамина с Баду и была выдуманным рассказом о распаде их отношений. В 2002 году «Outkast» выпустили альбом лучших хитов «Big Boi and Dre Present… OutKast», который содержал три новых трека, один из которых «The Whole World» получил премию Грэмми за лучшее рэп-исполнение дуэтом или группой. Позже в том же году Бенджамин принял участие в альбоме альянса «Dungeon Family», в котором несколько известных хип-хоп групп из Атланты объединились в супергруппу. В 2002 году André 3000 упоминается в песне Эминема «’Till I Collapse», в которой он называет его одним из лучших рэперов всех времён.
В 2003 году «Outkast» выпустили двойной альбом «Speakerboxxx/The Love Below», в котором подчёркиваются различия в музыкальных стилях двух участников группы. Хотя половина альбома Big Boi, «Speakerboxxx», породила хит номер один «The Way You Move» и относительно успешный «Ghetto Musick», половина Бенджамина, «The Love Below», привлекла наибольшее внимание широкой аудитории благодаря популярным синглам «Hey Ya!» и «Roses» и их клипам. «The Love Below» сделан в стиле фанк, джаз и альтернативной музыки, в нём Бенджамин в основном поёт вместо читки. Rolling Stone сравнил Бенджамина с «инди-рок Литл Ричардом» в «Hey Ya!» и позже объявил хит одной из 500 величайших песен всех времён.
В 2006 году «Outkast» выпустили свой шестой альбом «Idlewild», который также послужил саундтреком к одноимённому музыкальному фильму группы. Фильм рассказывает о жизни в обстановке 1930-х годов, а альбом отражает влияние музыки той эпохи, особенно блюза. Бенджамин зачитал в нескольких треках в альбоме, в том числе на первом сингле «Mighty O», но в основном он исполнял вокал, как и в «The Love Below». Альбом фактически отложил выпуск фильма, так как Бенджамин и Паттон были сосредоточены больше на производстве музыки, чем на фильме. В интервью Billboard в 2006 году Бенджамин объяснил, что «Outkast» и их партнёры разработали идею создания фильма ещё до выхода альбома «Aquemini», так что, когда наконец пришло время заниматься фильмом, у них уже была проработана большая часть деталей, включая сценарий, и фильм был в конечном итоге закончен до того, как был готов альбом.
В январе 2014 года было объявлено, что «Outkast» воссоединится, чтобы отпраздновать своё 20-летие, выступив на более чем 40 фестивалях по всему миру в течение весны-лета 2014 года, начиная с фестиваля музыки и искусств Коачелла в Индио (штат Калифорния) в апреле в роли хэдлайнеров.

### Сольная карьера: 2007-настоящее время
Бенджамин вернулся к рэпу в 2007 году, после перерыва в жанре, появившись на различных ремиксах, включая «Walk It Out» (Unk), «Throw Some D’s» (Rich Boy) и «You» (Lloyd). Также он поучаствовал в таких треках, как «30 Something» (Jay-Z), «International Players Anthem» («UGK»), «What a Job» (Devin the Dude), «Everybody» (Fonzworth Bentley), «Royal Flush» (Big Boi и Raekwon), «BE BRAVE» (Q-Tip) и «Green Light» (Джон Ледженд). До релиза Бенджамин прокомментировал: «Это будет сюрпризом для многих поклонников Джона Ледженда, потому что это намного более оптимистичная песня, чем люди привыкли думать о песнях Джона. Я был действительно счастлив услышать это. Это классная песня Джона Ледженда». Бенджамин также заявил, что планирует записать сольный рэп-альбом. В 2010 году он поучаствовал на ремиксе песни Сиары для её сингла «Ride» из альбома «Basic Instinct» и на ремиксе «Deuces» Криса Брауна.
18 января 2011 года Кеша выпустила «The Sleazy Remix», в котором принял участие Бенджамин. 13 декабря ремикс был переиздан и к нему добавились Lil Wayne, Wiz Khalifa и T.I.. 7 июня Big Boi, Бенджамин и Sleepy Brown выпустили трек «Lookin '4 Ya», который изначально предназначался для дебютного сольного альбома Big Boi «Sir Lucious Left Foot: The Son of Chico Dusty», до того как был заблокирован Jive Records от появления в альбоме.
В 2011 году Бенджамин принял участие на треке Бейонсе «Party» из её альбома «4». Позже песня была номинирована на премию лучшее совместное рэп-исполнение на Грэмми 2012 года. В течение года Бенджамин продолжал выступать в качестве приглашённого гостя, в том в таких песнях, как «Dedication to My Ex (Miss That)» (Lloyd), «Interlude» (Lil Wayne), «The Real Her» (Дрейк) и «Play the Guitar» (B.o.B).
Бенджамин вместе с Jay-Z поучаствовал на треке Young Jeezy «I Do», выпущенном 10 января 2012 года. Позднее он появился в четвёртом студийном альбоме Young Jeezy «Thug Motivation 103: Hustlerz Ambition». Куплет Бенджамина, который первоначально был записан как песня для его дебютного сольного альбома, был опубликован в интернете в 2010 году. В следующем месяце было объявлено, что Бенджамин примет участие в песне «DoYaThing» вместе с фронтменом «LCD Soundsystem» Джеймсом Мёрфи и виртуальной альтернативной рок группой «Gorillaz», для продвижения коллекции «Gorillaz» от Converse. Он был выпущен 23 февраля 2012 года в двух разных версиях: радио-версия продолжительностью около 4,5 минут и полная 13-минутная версия. Песня была написана и записана в течение трёх дней.
10 июля 2012 года был выпущен дебютный альбом «Channel Orange» певца-автора песен и члена «Odd Future» Фрэнка Оушена. Бенджамин поучаствовал в песне «Pink Matter», исполнив вокальную и гитарную партию. Также в июле 2012 года в песне Рика Росса «Sixteen» Бенджамин снова спел и сыграл на гитаре. Позже в том же году Бенджамин поучаствовал в песне T.I. «Sorry». T.I. отметил, что сотрудничество с Андре было для него «великим моментом».
6 мая 2013 года был выпущен саундтрек к фильму «Великий Гэтсби», включавший в себя кавер-версию песни Эми Уайнхаус «Back to Black» в исполнении Бенджамина и Бейонсе. В следующем месяце «Capital Cities» выпустили свой дебютный альбом «In a Tidal Wave of Mystery», на котором Бенджамин поучаствовал в песне «Farrah Fawcett Hair».
3 августа 2013 года, после того, как его увидели в студии вместе с продюсером Mike WiLL Made It, стало известно, что Бенджамин выпустит новый сольный альбом в начале 2014 года. Однако на следующий день представитель Бенджамина сказал Billboard, что «нет официального подтверждения этому». В 2014 году Бенджамин появился во втором студийном альбоме «Honest» члена альянса «Dungeon Family» Future, в песне «Benz Friendz (Whatchutola)».
В ноябре 2015 года Бенджамин неожиданно появился в качестве гостя на треке «Hello» из микстейпа Эрики Баду «But You Caint Use My Phone». В 2016 году Бенджамин исполнил бэк-вокал на треке Канье Уэста «30 Hours» из его альбома «The Life of Pablo». В начале того года Бенджамин объявил, что он записывает новую музыку. Он также появился в песне «Solo (Reprise)» в альбоме «Blonde» Фрэнка Оушена. В этой песне Андре выражает своё разочарование тем, что хип-хоп занял у него более двадцати лет с тех пор, как начал заниматься рэпом. Бенджамин также появился на треке «the ends» со второго студийного альбома Трэвиса Скотта, «Birds in the Trap Sing McKnight». Также в 2016 году он появился в песне «Kids…» группы «A Tribe Called Quest» из альбома «We Got It from Here… Thank You 4 Your Service» и на двух треках Kid Cudi из альбома «Passion, Pain & Demon Slayin'». Он также появился на треке «Rollinem 7’s» группы «N.E.R.D.» из альбома «No One Ever Really Dies» 2017 года.
13 мая 2018 года, в День матери, Бенджамин выпустил две неожиданные песни через свой аккаунт в SoundCloud «Me&My (To Bury Your Parents)» и 17-минутный инструментальный трек «Look Ma No Hands», в котором Бенджамин играл на бас-кларнете, а Джеймс Блейк на фортепиано. Бенджамин был соавтором и участвовал в записи «Come Home», первого трека из альбома Андерсона Паака «Ventura», выпущенного 12 апреля 2019 года. Он также принял гостевое участие в треке «Where’s the Catch» из альбома «Assume Form» Джеймса Блейка.

## Актёрская карьера
Бенджамин появлялся в таких сериалах и фильмах, как «Семьи», «Щит», «Будь круче!», «Револьвер», «Полупрофессионал» и «Кровь за кровь». Он также получил роль Персиваля в фильме «Моя жизнь в Айдлвайлде», выпущенном 25 августа 2006 года вместе с одноимённым альбомом «Outkast». Он озвучил ворону в семейной комедии «Паутина Шарлотты», экранизации одноимённой детской книги 1952 года.
В 2006 года Бенджамин озвучил Санни Бриджеса, музыканта, лауреата премии, который бросает гастроли, чтобы преподавать в своей альма-матер в анимационном сериале «Класс 3000» от Cartoon Network, который он также продюсировал. Он также работал с певицей Esthero над рекламной версией «Junglebook» для альбома «Wikked Lil' Grrrls», но она так и не попала в альбом из-за проблем с лейблом Esthero, «Warner Bros.». В 2007 году Бенджамин снялся в фильме «Битва в Сиэтле» о протестах в 1999 году в Сиэтле против встречи Всемирной торговой организации.
Бенджамин был членом производственной компании Квентина Тарантино и Лоуренса Бендера, «A Band Apart», до её закрытия в 2006 году. Затем он создал свою собственную компанию «Moxie Turtle». В мае 2012 года Бенджамин начал снимать биографический фильм о Джими Хендрикса под одноимённым названием. Премьера состоялась на Международном кинофестивале в Торонто 7 сентября 2013 года. Его игра была хорошо встречена критиками и принесла ему номинацию на премию «Независимый дух» за лучшую мужскую роль. В 2016 году Бенджамин сыграл роль Майкла ЛаКруа во втором сезоне криминальной антологии «Американское преступление».

## Мода
Весной 2008 года Бенджамин запустил линию одежды Benjamin Bixby, которая была вдохновлена студенческим футболом примерно 1935 года.

## Личная жизнь
Бенджамин — друг детства Фонзворта Бентли. У него также есть сын Севен Сириус Бенджамин (родился 18 ноября 1997 года) от певицы Эрики Баду.
В 2004 году, наряду с Алисией Сильверстоун, организация «Люди за этичное обращение с животными» (PETA) признала Бенджамина «самой сексуальной знаменитостью веганом в мире». Бенджамин был веганом в течение пятнадцати лет. В 2014 году он отказался от этого, заявив:
Я был строгим веганом в течение пятнадцати лет. Я даже ел сырое. Но в социальном плане это стало ужасно. Я просто сидел дома и ел салат. Ты становишься злым. Это не хорошо для тебя.
Бенджамин позировал для рекламной кампании Declare Yourself, поощряющую регистрацию избирателей среди молодёжи на президентских выборах 2008 года в США. В рекламе фотографа Дэвида ЛаШапеля его рот заткнут галстуком-бабочкой.

## Дискография
Несмотря на свою длинную карьеру, Бенджамин выпустил только один сольный альбом, помимо «The Love Below», который был выпущен как половина двойного альбома «Outkast» «Speakerboxxx/The Love Below».
LP
- New Blue Sun (2023)

EP
- Look Ma No Hands (2018)
- 7 Piano Sketches (2025)

### В составе «Outkast»
- Southernplayalisticadillacmuzik[англ.] (1994)
- ATLiens[англ.] (1996)
- Aquemini[англ.] (1998)
- Stankonia (2000)
- Speakerboxxx/The Love Below (2003)
- Idlewild[англ.] (2006)

## Фильмография
Кино
| Год  | Фильм                                  | Оригинальное название             | Роль                                                                                           | Примечание                                                   |
| ---- | -------------------------------------- | --------------------------------- | ---------------------------------------------------------------------------------------------- | ------------------------------------------------------------ |
| 2003 | Голливудские копы                      | Hollywood Homicide                | Силк Браун                                                                                     |                                                              |
| 2003 | Вулканический удар                     | Volcano High                      | Ким Кьюн-Су                                                                                    | Пародийная переозвучка MTV                                   |
| 2005 | Будь круче!                            | Be Cool                           | Дабу                                                                                           |                                                              |
| 2005 | Кровь за кровь                         | Four Brothers                     | Джеремая Мерсер                                                                                |                                                              |
| 2005 | Револьвер                              | Revolver                          | Ави                                                                                            |                                                              |
| 2006 | Моя жизнь в Айдлвайлде                 | Idlewild                          | Персивал                                                                                       |                                                              |
| 2006 | Паутина Шарлотты                       | Charlotte’s Web                   | ворон Элвин                                                                                    | Озвучка                                                      |
| 2006 | Очень страшное кино 4                  | Scary Movie 4                     | Джэк                                                                                           | Не указан в титрах                                           |
| 2007 | Перелом                                | Fracture                          | Джордж                                                                                         |                                                              |
| 2007 | Битва в Сиэтле                         | Battle in Seattle                 | Джанго                                                                                         |                                                              |
| 2008 | Полупрофессионал                       | Semi-Pro                          | Кларенс Уитерс/Чёрный кофе/Даунтан «Фанки Стафф» Мэлоун/Шуга Данкертон/«Прыгун» Джонни Джонсон |                                                              |
| 2010 | После вечеринки: Последняя вечеринка 3 | The After Party: The Last Party 3 | В роли себя                                                                                    | Документальный фильм                                         |
| 2013 | Джими Хендрикс                         | Jimi: All Is by My Side           | Джими Хендрикс                                                                                 | Номинация на премию «Независимый дух» за лучшую мужскую роль |
| 2018 | Высшее общество                        | High Life                         | Черни                                                                                          |                                                              |
| 2022 | Появление                              | Showing Up                        | Эрик                                                                                           |                                                              |
| 2022 | Белый шум                              | White Noise                       | Эллиот                                                                                         |                                                              |

Телевидение
| Год        | Шоу                       | Оригинальное название                    | Роль                                                       | Примечание          |
| ---------- | ------------------------- | ---------------------------------------- | ---------------------------------------------------------- | ------------------- |
| 2004; 2008 | Щит                       | The Shield                               | Владелец магазина комиксов, а затем политик Роберт Хаггинс | 2 эпизода           |
| 2006-2008  | Класс 3000                | Class of 3000                            | Санни Бриджес                                              | 26 эпизодов         |
| 2008       | О девушке                 | About a Girl                             | Охранник                                                   | 1 эпизод            |
| 2016       | Американское преступление | American Crime                           | Майкл ЛаКруа                                               |                     |
| 2016       |                           | Brad Neely’s Harg Nallin' Sclopio Peepio | В роли себя/Сенатор Харви                                  | Эпизод «For Aretha» |
| 2020       | Послания из другого мира  | Dispatches from Elsewhere                | Фредвинн                                                   |                     |

Видео игры
| Год  | Название  | Роль        | Примечание |
| ---- | --------- | ----------- | ---------- |
| 2005 | L.A. Rush | В роли себя | Озвучка    |

## Награды и номинации
Грэмми
| Год  | Номинируемая работа                                             | Категория                                     | Результат |
| ---- | --------------------------------------------------------------- | --------------------------------------------- | --------- |
| 1999 | «Rosa Parks»                                                    | Лучшее рэп-исполнение дуэтом или группой      | Номинация |
| 2002 | «Ms. Jackson»                                                   | Лучшее рэп-исполнение дуэтом или группой      | Победа    |
| 2002 | «Ms. Jackson»                                                   | Лучшая запись года                            | Номинация |
| 2002 | «Ms. Jackson»                                                   | Лучшее музыкальное видео                      | Номинация |
| 2002 | Stankonia                                                       | Лучший альбом года                            | Номинация |
| 2002 | Stankonia                                                       | Лучший рэп-альбом                             | Победа    |
| 2003 | «The Whole World» (совместно с Killer Mike)                     | Лучшее рэп-исполнение дуэтом или группой      | Победа    |
| 2004 | «Hey Ya!»                                                       | Лучшая запись года                            | Номинация |
| 2004 | «Hey Ya!»                                                       | Лучшее урбан- или альтернативное исполнение   | Победа    |
| 2004 | «Hey Ya!»                                                       | Лучшее музыкальное видео                      | Номинация |
| 2004 | Outkast                                                         | Лучший продюсер года, неклассический          | Номинация |
| 2004 | Speakerboxxx/The Love Below                                     | Лучший рэп-альбом                             | Победа    |
| 2004 | Speakerboxxx/The Love Below                                     | Лучший альбом года                            | Победа    |
| 2006 | Love. Angel. Music. Baby. (как продюсер)                        | Лучший альбом года                            | Номинация |
| 2007 | «Idlewild Blue (Don’tchu Worry 'Bout Me)»                       | Лучшее урбан- или альтернативное исполнение   | Номинация |
| 2007 | «Mighty O»                                                      | Лучшее рэп-исполнение дуэтом или группой      | Номинация |
| 2008 | «International Players Anthem (I Choose You)» (совместно с UGK) | Лучшее рэп-исполнение дуэтом или группой      | Номинация |
| 2009 | «Royal Flush» (совместно с Big Boi и Raekwon)                   | Лучшее рэп-исполнение дуэтом или группой      | Номинация |
| 2009 | «Green Light» (совместно с Джон Ледженд)                        | Лучшее рэп или песенное совместное исполнение | Номинация |
| 2012 | «Party» (совместно с Бейонсе)                                   | Лучшее рэп или песенное совместное исполнение | Номинация |
| 2013 | «I Do» (совместно с Young Jeezy, Drake и Jay-Z)                 | Лучшее рэп-исполнение                         | Номинация |
| 2013 | Channel Orange (как приглашённый артист)                        | Лучший альбом года                            | Номинация |
| 2020 | «Come Home» (совместно с Андерсон Пак)                          | Лучшее R&B-исполнение                         | Победа    |